# Luzula canariensis
Luzula canariensis là một loài thực vật có hoa trong họ Juncaceae. Loài này được Poir. mô tả khoa học đầu tiên năm 1813.